# Tonproduktion
Die Ton-Postproduktion umfasst mehrere Schwerpunkte, die zumeist durch verschiedene Tonspezialisten bzw. Arbeitsgruppen ausgefüllt werden. Im Abspann von typischen Hollywood-Blockbustern kann man diese gegen Ende einzeln aufgelistet sehen.
In Deutschland sind Kinoproduktionen personell nicht so stark besetzt. Deshalb werden oft mehrere der folgenden Aufgaben von einer Person übernommen. Das gilt auch für Fernsehspielfilme die sich insgesamt in einem wesentlich kleineren Rahmen bewegen.

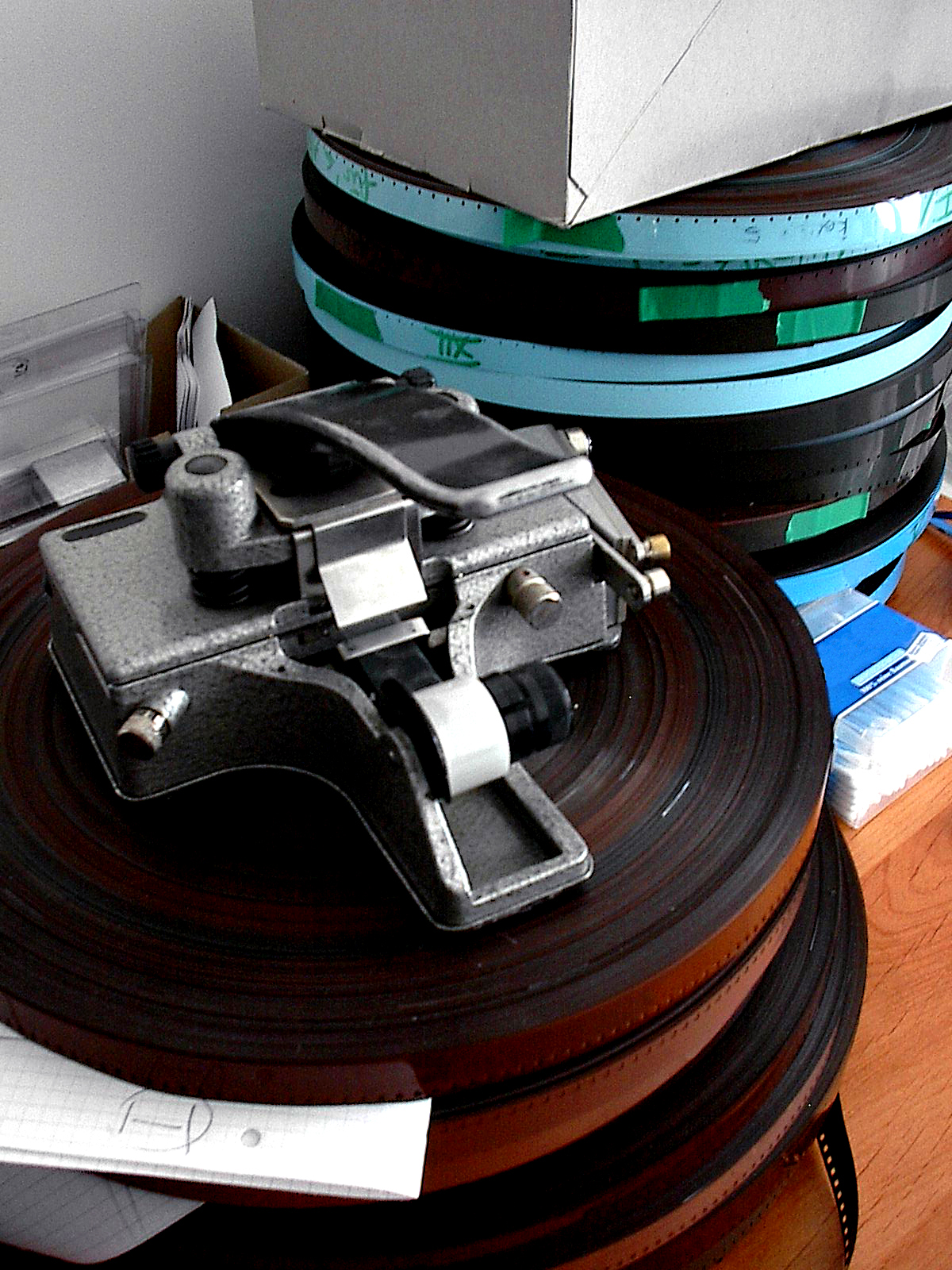
Bis in die frühen neunziger Jahre wurde der Ton mechanisch über perforierte Bänder mit dem Film synchronisiert

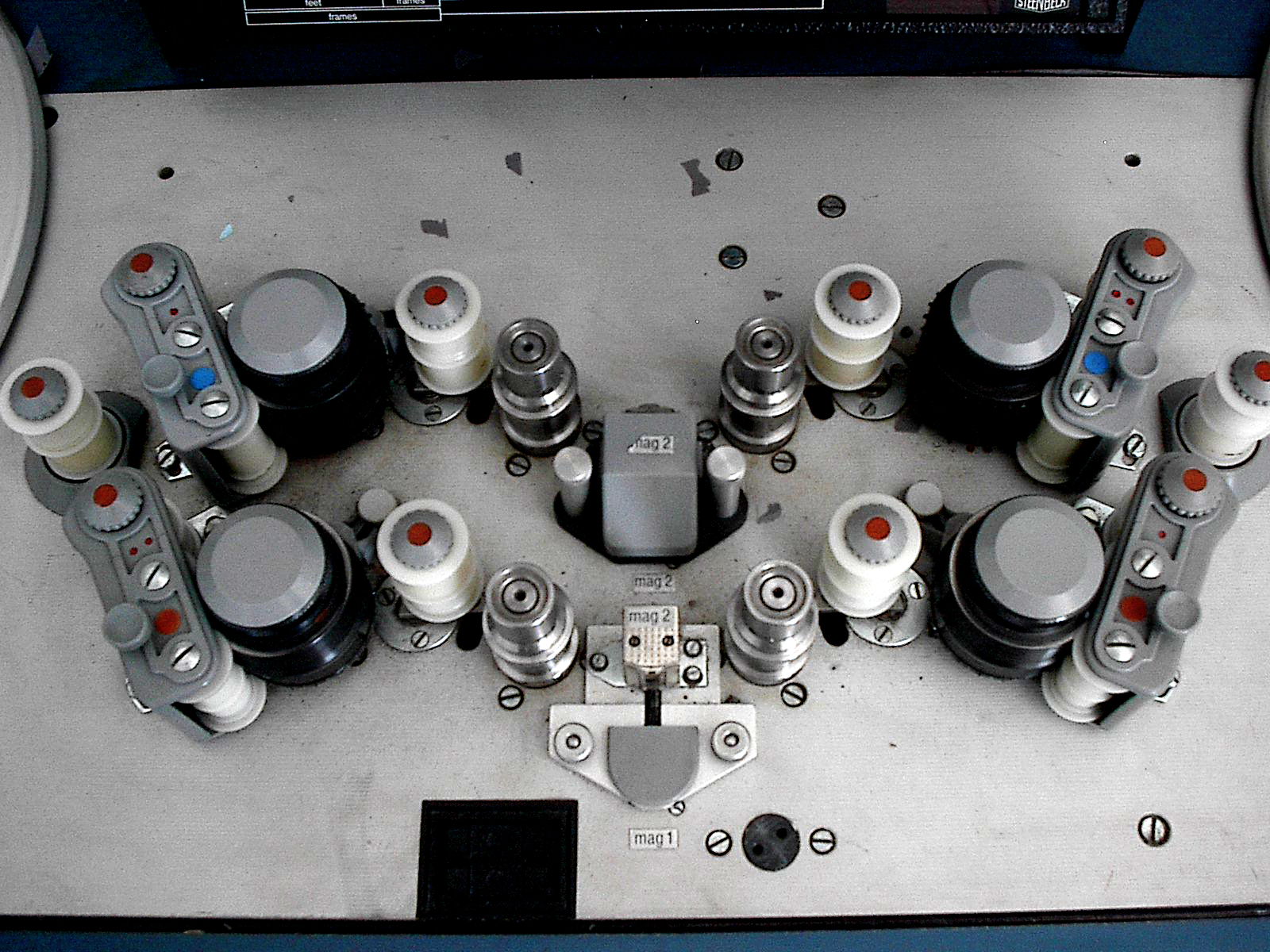
An einem Schneidetisch wurden dann Film- und Tonband eingespannt (oben Filmabtaster, unten Tonkopf) und gemeinsam verarbeitet.

Heutzutage werden nahezu alle Tätigkeiten am Computer mit Hilfe einer Digital Audio Workstation ausgeführt.

## Dialogschnitt / O-Ton-Schnitt
Die am Drehort vom Tonmeister aufgenommenen Originaltöne (O-Töne) werden bereits beim Bildschnitt synchron zum Bild gelegt. Der O-Ton-Editor (Dialog Editor) erhält dann aus dem Schneideraum die in der fertigen Schnittfassung verwendeten Töne als Einzelspuren, sowie alles andere zum Film gehörende Tonmaterial.
Bei den Dreharbeiten unterscheidet man zwischen:
- Szenen: definiert durch einen Schauplatz
- Einstellungen: Teil einer Szene / definiert durch die Kameraperspektive
- Takes: Abfilmen einer Einstellung

Die Aufgabe des Dialog-Editors ist es nun, das Material zu säubern und zu sortieren. Sind Sätze, Worte oder Silben unverständlich oder von einem Störgeräusch überdeckt, versucht er sie zunächst mit Material aus anderen Takes zu ersetzen. Hierbei orientiert er sich am Tonbericht des Tonmeisters. Dort ist jeder Take nach Drehtag, Szene, Einstellung und fortlaufender Takenummer sortiert aufgeführt.
Stellt sich der Dialog einer ganzen Einstellung oder gar Szene als unbrauchbar heraus, wird diese in die Vorbereitung der Synchronaufnahmen aufgenommen. Der Text wird aufgeschrieben und wenn nötig in mehrere Abschnitte unterteilt um die Aufnahmeprozedur zu erleichtern.
Eine weitere Aufgabe des Dialog-Editors ist das Verarbeiten von so genannten „Nur-Tönen“ (Wild Tracks). Sehr spezielle oder gar dramaturgisch wichtige Geräusche werden beim Dreh nochmals sauber und separat – also nicht bei laufender Kamera – aufgezeichnet. So können sie später in der Postproduktion sinnvoll genutzt werden.

## Synchronaufnahmen (ADR von Automated Dialog Replacement) & -schnitt

### Synchronisation von Originalwerken
Bei Originalwerken wird die Synchronisation eingesetzt, um in problematischen Szenen (Unverständlichkeit der Sprache, Störgeräusche) den Dialog zu ersetzen. Dazu kommen die betreffenden Schauspieler in ein Synchronstudio, wo sie die Szene, in einer Schleife laufend, vorgeführt bekommen.
Zunächst hören sie zur Orientierung die Originaltonfassung. In einem weiteren Durchgang sprechen sie ihren Dialog – so nahe am Original wie möglich – nach. Ein Tonmeister zeichnet die Dialoge auf. Meistens sitzen der Aufnahme noch ein Dialog-Editor und der Regisseur bei, um das Ergebnis sofort zu beurteilen.
Im anschließenden Schnitt versucht der Dialog-Editor schließlich, zeitliche Unsauberkeiten der Schauspieler auszugleichen und das Material absolut „lippensynchron“ zu legen. Dies ist für die Glaubwürdigkeit einer Synchronszene von enormer Bedeutung.

### Synchronisation von ausländischen Filmen
Während es in anderen Ländern (u. a. Schweden, Griechenland, Niederlande) nicht unbedingt üblich ist, ausländische Filme in einer landessprachlichen Fassung zu bearbeiten, gehört dieses u. a. in Deutschland, Frankreich und Italien zum Filmalltag.
Die Anforderungen an eine komplette Synchronisation sind natürlich immens höher.
Zunächst muss der gesamte Dialog von einem Spezialisten übersetzt werden.
Außerdem entsteht mit der Besetzung und der Buchung von Synchronsprechern ein ungemeiner Organisationsaufwand.
In der Endmischung müssen die komplett im Studio produzierten Dialoge mittels Raumsimulatoren und diverser Klangbearbeitungswerkzeuge räumlich sowie klanglich an das Filmgeschehen angepasst werden. Die übrigen Komponenten wie Geräusche, Atmosphären und Musik werden vom Verleiher des Originals in Form einer so genannten M&E-Mischung (Music & Effects Mix) geliefert.
Der Ablauf ist im Prinzip gleich wie bei der Synchronisation von Originalwerken. Allerdings sitzt den Aufnahmen noch ein so genannter Synchronregisseur bei, da die Interpretation in der jeweiligen Landessprache einer eigenständigen künstlerischen Leitung bedarf.

## Sound-Design (unterteilt in Atmosphären, FX, Geräusche usw.)
Die Tongestaltung, auch „Sound Design“ genannt, befasst sich zunächst mit der akustischen Ausgestaltung des im Bild Gezeigten.
Hierbei bedient sich der Tongestalter zum Teil gigantischer Tonarchive, fertigt aber auch gegebenenfalls eigene Aufnahmen an. Das Material wird im weiteren Verlauf zum Teil mittels aller zur Verfügung stehenden Klangbearbeitungsmethoden bis zur Unkenntlichkeit verfremdet.
Atmosphären (Atmos) sind Tonaufnahmen bestimmter Umgebungen (in einer fahrenden U-Bahn, auf dem Kinderspielplatz, in einer belebten Fußgängerzone) die dazu dienen, den Schauplatz einer Szene akustisch zu definieren. Häufig kombinieren Tongestalter mehrere „Atmos“, um einen ganz bestimmten, oft auch eher künstlichen Eindruck von der Gegebenheit zu vermitteln.
Je nach Genre verlangen auch alltägliche Dinge nach einer aufwändigen Bearbeitung. Gerade im Action-, Science-Fiction- und Fantasygenre müssen Papprequisiten nach tonnenschweren Felsbrocken oder Plastikschwerter nach tödlichen Waffen klingen. Ein simpler Türschlag soll den Zuschauer in der Magengrube schmerzen, Pistolenschüsse sollen als wahrhaftig empfunden werden.
Hierbei ist der Phantasie der Sound-Designer keine Grenzen gesetzt, oft besteht das Geräusch einer an sich banalen, aber dramaturgisch bedeutenden Autotür aus bis zu vierzig einzelnen Elementen. Ein weiteres großes Gebiet sind so genannte Spezialeffekte (Special FX) – Explosionen, Monsterstimmen, futuristische Waffen, gigantische Auffahrunfälle oder einfach nur schaurige Schreie.
Neben den genannten Komponenten geht es bei der Tongestaltung noch um wesentlich mehr.
Bei den meisten Filmen ist es vorgesehen, an gewissen Stellen durch den Ton eine oder mehrere weitere Erzählebenen einzuführen, indem man auf der akustischen Ebene Gegebenheiten erzählt, die gar nicht im Bild zu sehen sind. Oft will man dadurch die subjektive Empfindung einer Filmfigur verstärkt zum Ausdruck bringen oder einfach nur Grenzen zwischen Realität und Fiktion (der Filmfigur) ziehen.
Ein bekanntes Beispiel:
Der Zuschauer kann, obwohl er keines von beiden sieht, laut und deutlich einen tropfenden Wasserhahn und das Ticken einer Wanduhr hören. So entsteht automatisch der Eindruck, es wäre am betreffenden Schauplatz gerade extrem still.
„Sound-Design“ versucht also, die Empfindungen des Publikums auch auf emotionaler Ebene zu beeinflussen oder zu manipulieren. Dadurch entsteht ein idealerweise ausgewogenes Wechsel- oder Zusammenspiel mit der Filmmusik, deren oberste Priorität es ja ist, auf emotionaler Ebene zu wirken.

## Geräuschaufnahmen (Foleys) & -schnitt
Siehe unter Geräuschemacher

## Mischung
Sind alle technischen und gestalterischen Vorbereitungen durchgeführt, laufen in der Tonendmischung schließlich alle Fäden zusammen.
Die Tonmischung für einen Kinofilm kann, um das Ergebnis auch beurteilen zu können, nur in einem „Mischkino“ (Re-Recording- oder Dubbing-Stage) stattfinden. Das sind spezielle Studios, die sowohl in Bezug auf das elektroakustische Wiedergabesystem als auch im Hinblick auf bauakustische Maßnahmen einem Kino nahezu gleichen. Mischungen für TV-Filme verlangen keine derartigen Spezifikationen.
Je nach Größe des Projekts fallen unter Umständen weit über hundert einzelne Tonspuren an. Um dabei die Übersicht zu behalten, führt der Tonmeister mehrere Vormischungen (Stems) durch, wobei er die einzelnen Kategorien (Dialoge, ADR, Foleys, Atmos, Effekte) nacheinander auf eine kompakte Spurenzahl zusammenmischt. Zu den einzelnen Stems kommt in der abschließenden Hauptmischung noch die Musik hinzu, was eine intuitive und ergonomische Gewichtung der einzelnen Komponenten – sowohl nach technischen als auch gestalterischen Gesichtspunkten – möglich macht.
Bei Fernsehspielfilmen oder gar Serien ist der betriebene Aufwand natürlich ungleich geringer. Vor der Hauptmischung werden lediglich die Dialoge schon einmal vorgemischt, in Bezug auf Sprachverständlichkeit veredelt und in ihrer Dynamik begrenzt. Während eine durchschnittliche Kinomischung zwischen 14 Tagen und drei Monaten dauern kann, ist eine Fernsehmischung meistens in drei Tagen fertigzustellen.
Chronologisch steht die Mischung auch am Ende der Kette – mit ihrer Fertigstellung kann der Film in die Distributionsphase übertreten (Nullkopie, Massenkopien, TV-Kopien usw.).
Deshalb ist sie auch ein sehr kritischer Bestandteil einer Filmproduktion und erfordert seitens des ausführenden Personals viel psychologisches Fingerspitzengefühl, da üblicherweise sämtliche Meinungsträger (Regisseur, Filmeditor, Produzenten, Redakteure) noch einmal zu Wort kommen wollen.